# Энергия (волейбольный клуб, Гомель)
«Энергия» — белорусский мужской волейбольный клуб из Гомеля. Клуб основан в 2018 году. Цвета: Бело-голубые (основные).
Команда является серебряным призером Кубка и многократным бронзовым призером чемпионата Республики Беларусь, а так же серебряным призером чемпионата и Кубка Республики Беларусь по пляжному волейболу.

## История
Клуб был создан в 2018 году.

## Тренерский штаб
Главным тренером команды в 2020 г. стал мастер спорта Республики Беларусь по волейболу Аплевич Роман Юрьевич.
Старший тренер - Александр Котов.
Тренер - Вадим Митько.

## Состав команды
www.gomelclub.by

## Известные игроки
- Роман Аплевич.

## Достижения
- Чемпионат Беларуси:
  - Серебряный призёр (1х ): 23/24.
  - Бронзовый призёр (5х ): 18/19, 19/20,20/21,21/22,22/23.
- 4 место: 24/25.
- Кубок Беларуси по волейболу среди мужских команд:
  - Серебряный призёр (2х ): 23/24, 24/25.
  - Бронзовый призёр (4х ): 17/18, 18/19,19/20,20/21.
- Суперкубок Белоруссии по волейболу :
- Обладатель: 2024.